# Chapelle de Matasaari
La chapelle de Matasaari (finnois : Matasaaren kappeli) est une chapelle située dans le quartier de Soukka à Espoo en Finlande.

## Description
La chapelle est située dans le sud-ouest d'Espoo, dans le terrain de camping de l'ile de Matasaari de trois hectares, qui, fait partie du quartier de Soukka.
L'évêque Erik Vikström a consacré la chapelle de Matasaari le jour de la Pentecôte, le 30 mai 1993.
Son retable est le golfe de Finlande.
La chapelle compte à la fois un piano acoustique et un piano électrique.